# Prix Chenavard
Der Prix Chenavard war ein 1892 in Frankreich gestifteter Kunst- und Architekturpreis, mit dem die begabtesten Studenten der entsprechenden Klassen der École des Beaux-Arts in Paris (heute: ENSBA) im Rahmen eines sogenannten concours de fondation (Stifterwettbewerb) prämiert wurden. Der Preis wurde 1893 erstmals ausgelobt, die erste Verleihung fand 1894 statt.
Stifterin und Namensgeberin dieser mit einer Medaille verbundenen und mit einem Geldpreis dotierten Auszeichnung war Madame Chevanard, Witwe eines wohlhabenden Kunstliebhabers, die der  École des Beaux-Arts testamentarisch ihr gesamtes Vermächtnis einschließlich Renten hinterließ. Voraussetzung für die Teilnahme war, dass die Kandidaten effektiv an der École des Beaux-Arts immatrikuliert waren und einen Nachweis ihrer Mittellosigkeit erbringen konnten.
Stifterwettbewerbe wie jener um den Prix Chenavard, aber auch um den Prix Rougevin (1856), den Prix Labarre (1879), den Prix Godeboeuf (1882) und andere waren neben den im Rahmen des Studiums an der École des Beaux-Arts durchlaufenen regulären Prüfungen und Wettbewerben ideale Gelegenheiten  für eine gründliche Vorbereitung auf die Erlangung des prestigeträchtigen Prix de Rome. Sie standen aus diesem Grunde und nicht zuletzt wegen des in Aussicht gestellten Preisgeldes bei den Studenten hoch im Kurs. In den 80er und 90er Jahren konkurrierten für den Prix Rougevin und den Prix Godeboeuf jeweils 80 bis 100 Kandidaten.

## Nachweise und Fußnoten
1. ↑  Vgl. Diala Toure: Créations architecturales et artistiques en Afrique sub-saharienne (1948-1995): Bureau d’Études Henri Chomette, S. 138, ISBN 2-7475-3156-2
online
2. ↑  Vgl. Dave Lüthi: Eugène Jost, architecte du passé retrouvé, PPUR presses polytechniques, 2001, S. 19 und Fußnoten S. 22, online